# شبکه هم‌میهن

نماد شبکه هم‌میهن

گروه نشریات هم‌میهن یا شبکه هم‌میهن یک مؤسسه مطبوعاتی خصوصی در ایران است. این مؤسسه متعلق به غلامحسین کرباسچی است و ناشر نشریاتی مانند مهرنامه، تجربه، آسمان، صدا، دانشنامه، هنر و سینما و سیاستنامه است که هر کدام سردبیر جداگانه‌ای دارند و عمدتاً در دهه ۹۰ انتشارشان را شروع کرده‌اند. 
نام این مؤسسه از روزنامه هم‌میهن گرفته شده که در اواسط دهه ۸۰ منتشر می‌شد و بعد از مدتی توقیف شد. 
نشریات این گروه در سال ۱۳۹۲ از حیث تولید محتوا، با ۲٬۸۸۰ صفحه در ماه بیشترین حجم را در میان مؤسسات رسانه‌ای خصوصی داشت. (مؤسسه همشهری با حدود ۹٬۰۰۰ صفحه در ماه بیشترین تولید محتوا را دارد).

## روزنامه‌نگاران
روزنامه‌نگاران متعددی از سال ۱۳۸۵ با شبکه مطبوعاتی هم‌میهن همکاری کرده‌اند که برخی از آنها محسن آزرم، مریم باقی، محمد طاهری، رضا طهماسبی، کریم نیکو نظر، گلاویژ نادری، سما بابایی، روژین حسینی، هادی خسروشاهین، سرگه بارسقیان، حامد زارع، ابوذر باقی، اکبر منتجبی، بیژن مومیوند، حسن همایون، مهدی یزدانی‌خرم و محمدجواد روح و محمد قوچانی هستند.